# Сарасваті (богиня)

Богиня Сарасваті

Сарасваті (санскр. सरस्‍वती — «багата водами», буквальний переклад — «текуча річка») — ведична богиня, спочатку персоніфікація річки Сарасваті, є богинею правди, мудрості, знання й дружиною Брахми. Сарасваті здійснює шлюб неба із землею, саме вона створює небесний Шлюбний Чертог — Чертог спасіння та вічного блаженства. Первинно річкова богиня.
Сарасваті — перша з трьох найважливіших богинь індуїзму, імена інших двох — Лакшмі i Дурґа. Вона також є покровителькою науки, мистецтв та музики.
Деякі з імен Сарасваті звучать як, «що дає існування», «володарка мови й життя», «вище знання». Вважається втіленням усіх знань, ремесел і майстерності. Часто зображується сидячою на білому лебеді — символі Сил Світла.

## Походження
Сарасваті не раз згадується в Ріґведі й Пуранах, їй присвячено три гімни як богині великої річки. У ведичний період її шанували як очисницю, захисницю й цілительку. Є легенда, як вона разом з небесними цілителями ашвінами зцілює Індру, що втратив силу.

## Прототип
Щодо річки, що послужила прототипом для обожнювання, індологи не можуть дійти єдиної думки. Існує кілька версій:
- Харакайті (Haraqaiti), річка в Афганістані, згадується в Авесті
- Інд — уважається, що Сарасваті було його священним ім'ям, а Сіндгу світським
- Сарсуті (раніше Сарасваті) — невелика річка, що слугувала рубежем священної країни Брахмаварти, колиски цивілізації аріїв. Брахмаварта — священна країна ведизму і брахманізму, створена богами. Перебувала між річками Сарасваті і Дрішадваті (на схід від річки Сатледж), згодом висохлими. У поданні древніх індусів Б. була «священною землею», де колись жило плем'я бхаратів і складалися священні тексти Вед. У ведичну епоху впадала в океан, нині губиться в пісках пустелі.

## Післяведичний період
Після того, як прадавня річка пересохла або змінила річище, богиню Сарасваті перестали пов'язувати з річкою, відтепер вона дружина Брахми й покровителька мистецтв і наук. Їй приписують винахід санскриту та алфавіту деванагарі.

## Іконографія
Сарасваті зображують у вигляді гарної жінки, одягненої в біле. Зазвичай вона сидить на лотосовому п'єдесталі (пад-масана) у прекрасній позі (лалітасана): одна нога звисає вниз, у той час як інша перебуває під нею. Пов'язана з білим кольором, що символізує чистоту знання. Вона не носить коштовностей і золота, одягнена строго — на знак того, що віддає перевагу духовним цінностям перед матеріальними. Переважно її зображують із чотирма руками. У її руках:
- священна книга Вед — символ науки
- вервиця з білих перлин — символ духовності
- келих зі священною водою — символ сили, що очищує і творить
- вина — музичний інструмент, символ мистецтва

На деяких рельєфах вона не тримає музичний інструмент, а її руки складені в абгая мудру (жест захисту) або у варада мудру (жест благословення). Засобом її пересування є лебідь, а її емблема — шестикінечна зірка або гексаграма (шаткопа або сад'янтра). Іноді її малюють такою, що стоїть.

## Мантри
Мантри Сарасваті різноманітні

Наприклад, Гаятрі-мантра (один із варіантів):

ॐ ऐं वाग्देव्यै विद्महे कामराजाय धीमहि।
तन्नो देवी प्रचोदयात्॥

Om Aim Vagdevyai Vidmahe Kamarajaya Dhimahi।
Tanno Devi Prachodayat॥

## Буддизм

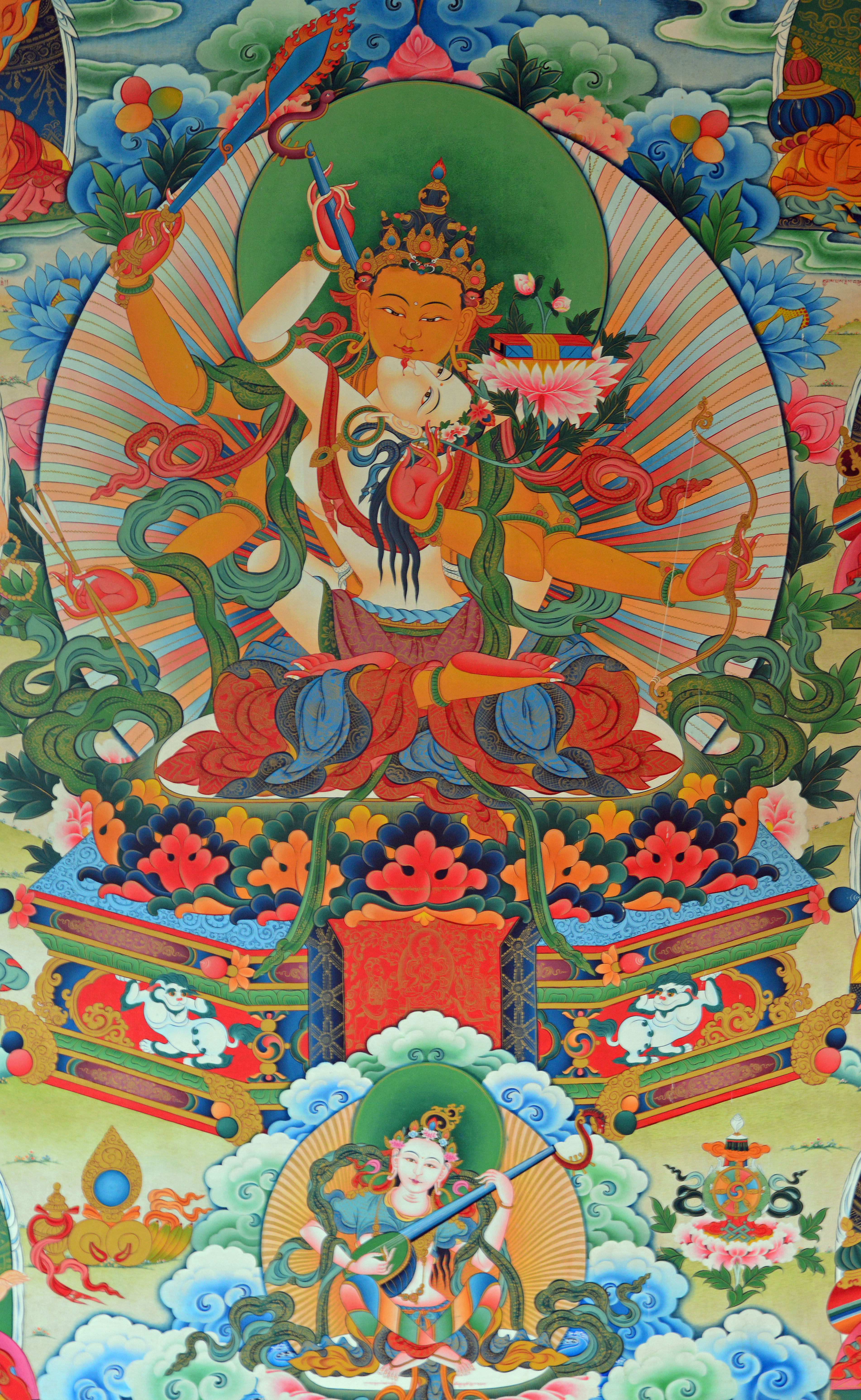
Фреска із зображенням Манджушрі та Сарасваті

Сарасваті стала видатним божеством у буддистській іконографії — Бодгісаттва, консорт Манджушрі в 1-му тисячолітті н. е.
Тибетське ім'я Янгченма (тиб. དབྱངས་ཅན་མ(yang chen ma), Вайлі: dbyangs can ma)), чи Тара Музики (тиб. དབྱངས་ཅན་སྒྲོལ་མ(yang chen dröl ma), Вайлі: dbyangs can sgrol ma)).

### Ворожіння МО
З Манджушрі пов'язана тибетська практика ворожіння на мантрі oṃ arapacana dhīḥ, вирізьбленої на кубиках, подібно до гральних кісток.
Оскільки Сарасваті є яб-юм Манджушрі, вона також фігурує у цьому гаданні.